# Mogul-Architektur
Als Mogul-Architektur im engeren Sinne bezeichnet man die von den Herrschern des islamischen Mogulreichs und deren engsten Familienangehörigen auf dem Indischen Subkontinent in der Zeit zwischen 1526 und 1858 errichteten Bauten; im weiteren Sinne gehören dazu alle in dieser Zeit errichteten größeren Bauprojekte im nominellen Herrschaftsgebiet der Mogul-Dynastie. Die Mogul-Architektur stellt baugeschichtlich einen Zeitabschnitt innerhalb der Indo-Islamischen Architektur dar. Als ihr Höhepunkt gilt das 1648 fertiggestellte Taj Mahal in Agra.

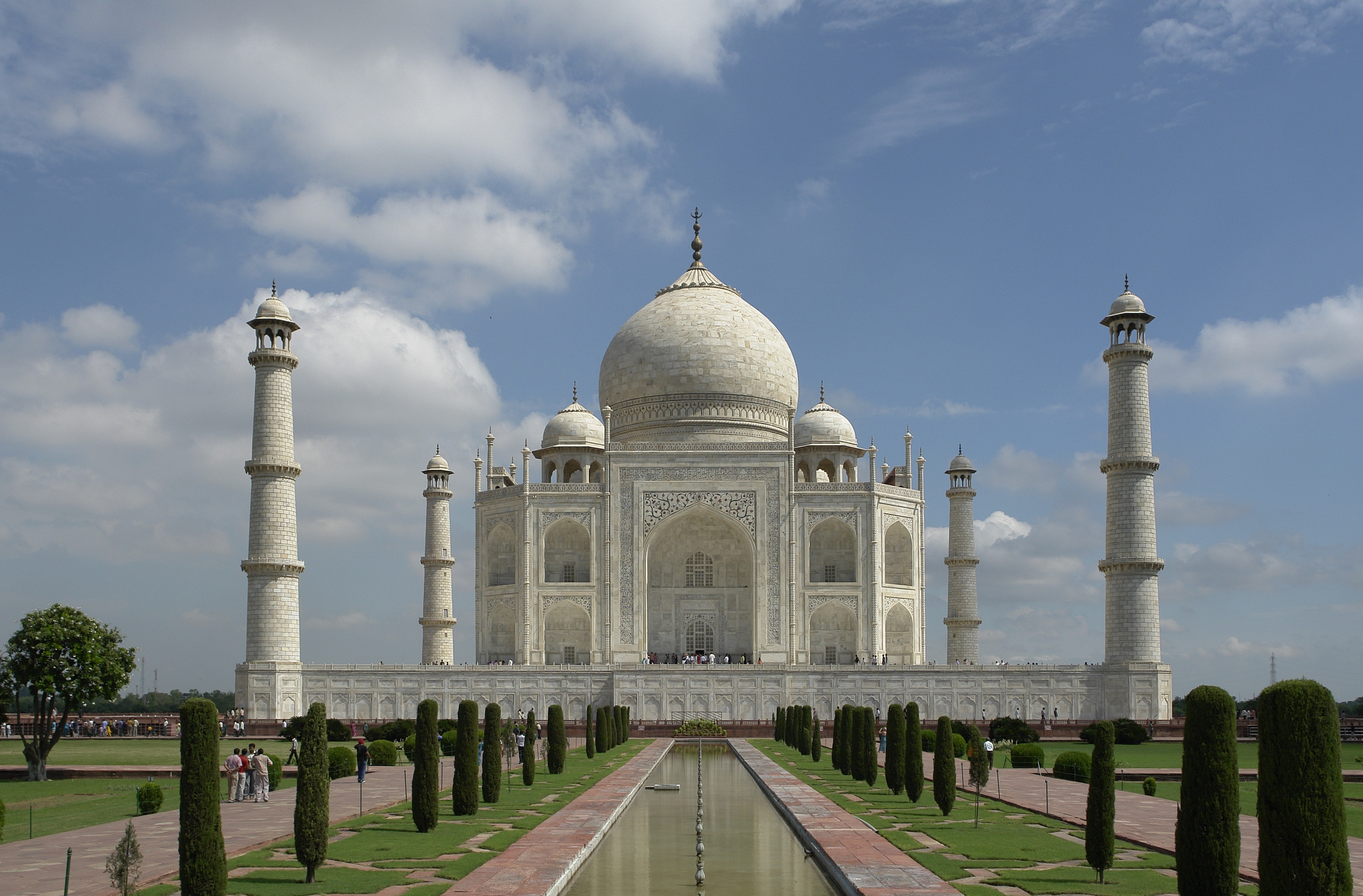
Das 1648 fertiggestellte Taj Mahal inmitten eines Mogulgartens

## Geschichte
Ausführliche Informationen zur Geschichte, Kunst und Kultur der Mogul-Zeit finden sich im Wikipedia-Artikel Mogulreich. Eine Schnell-Übersicht über die Mogul-Herrscher Indiens mit ihren Regierungszeiten findet sich in der Liste der Großmoguln.
Babur, der erste Mogulherrscher, begann schon bald nach der Eroberung großer Teile Nordindiens im Jahre 1526 mit Baumaßnahmen (Gärten), die nach der Konsolidierung der Macht unter Akbar I. und seinen Nachfolgern (Jahangir, Shah Jahan, Aurangzeb) noch ausgeweitet wurden. Der einzige der frühen Mogul-Herrscher, der keine Bauten oder Gärten hinterließ, war Humayun, dem zu Ehren sein Sohn und Nachfolger Akbar jedoch eines der prägenden Bauwerke der Mogul-Architektur – das Humayun-Mausoleum – errichtete. Schon unter Aurangzeb ließ die Bautätigkeit – vor allem aus Kostengründen – deutlich nach und seine eher schwachen und unbedeutenden Nachfolger hinterließen gar keine wichtigen Bauten mehr.

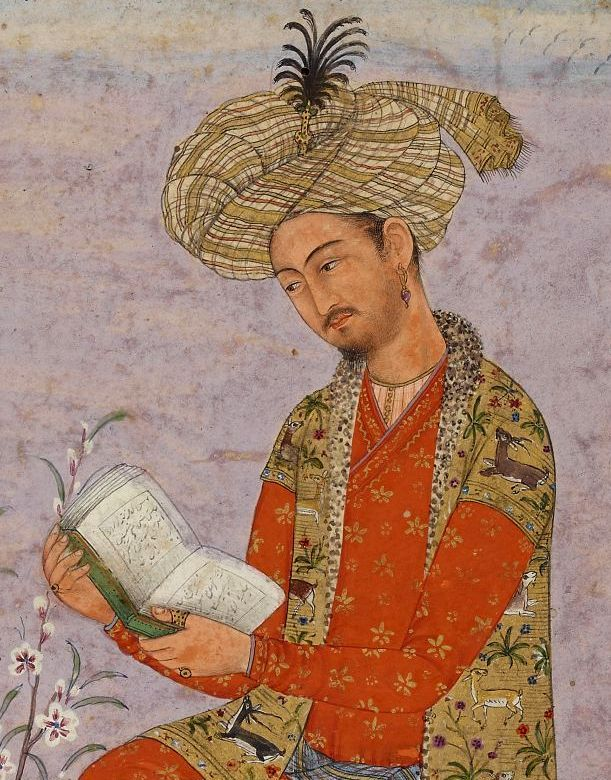
Babur (reg. 1526–1530)
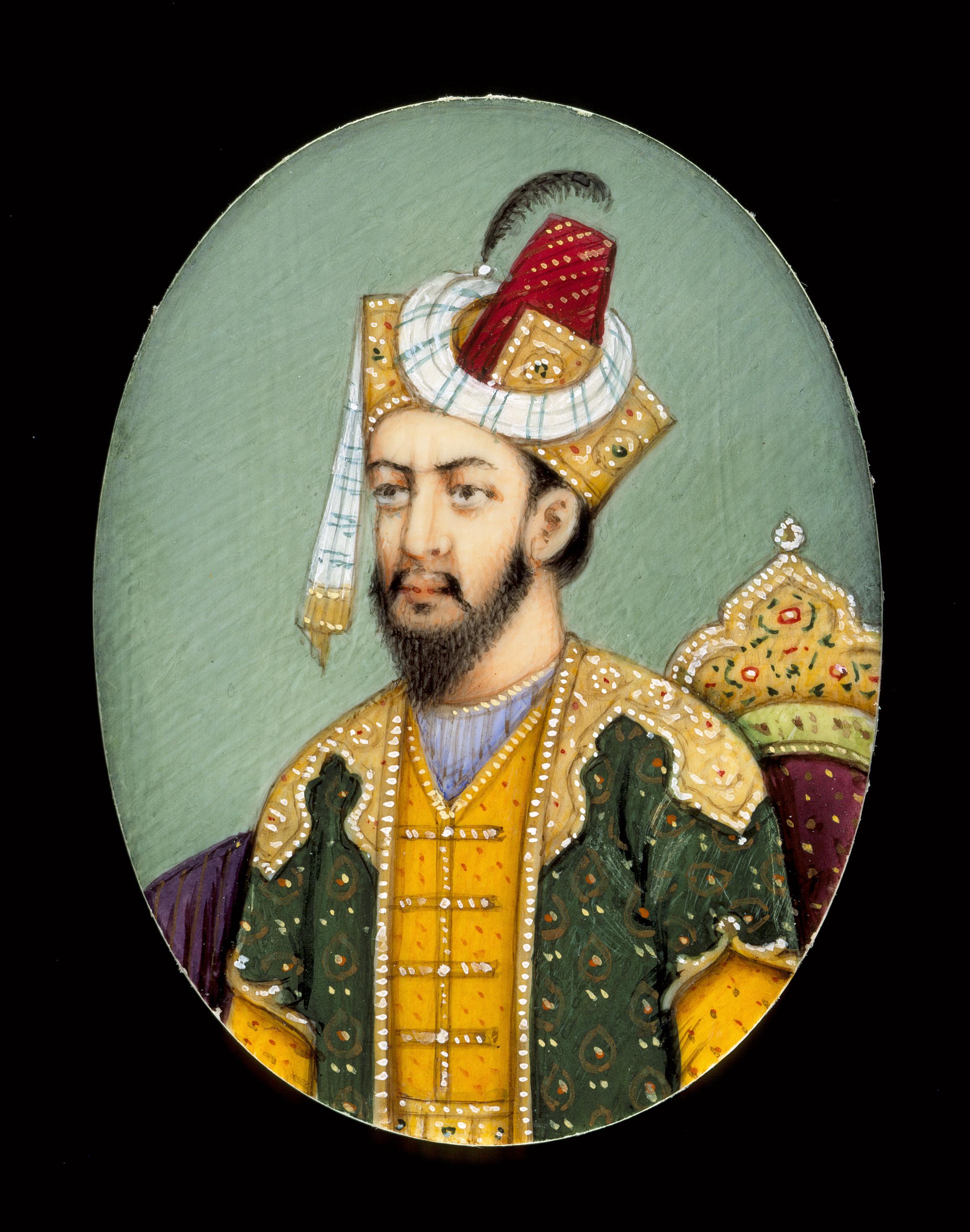
Humayun (reg. 1530–1540 und 1555–1556)
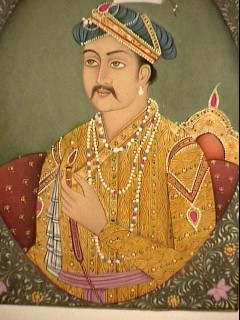
Akbar I. (reg. 1556–1605)
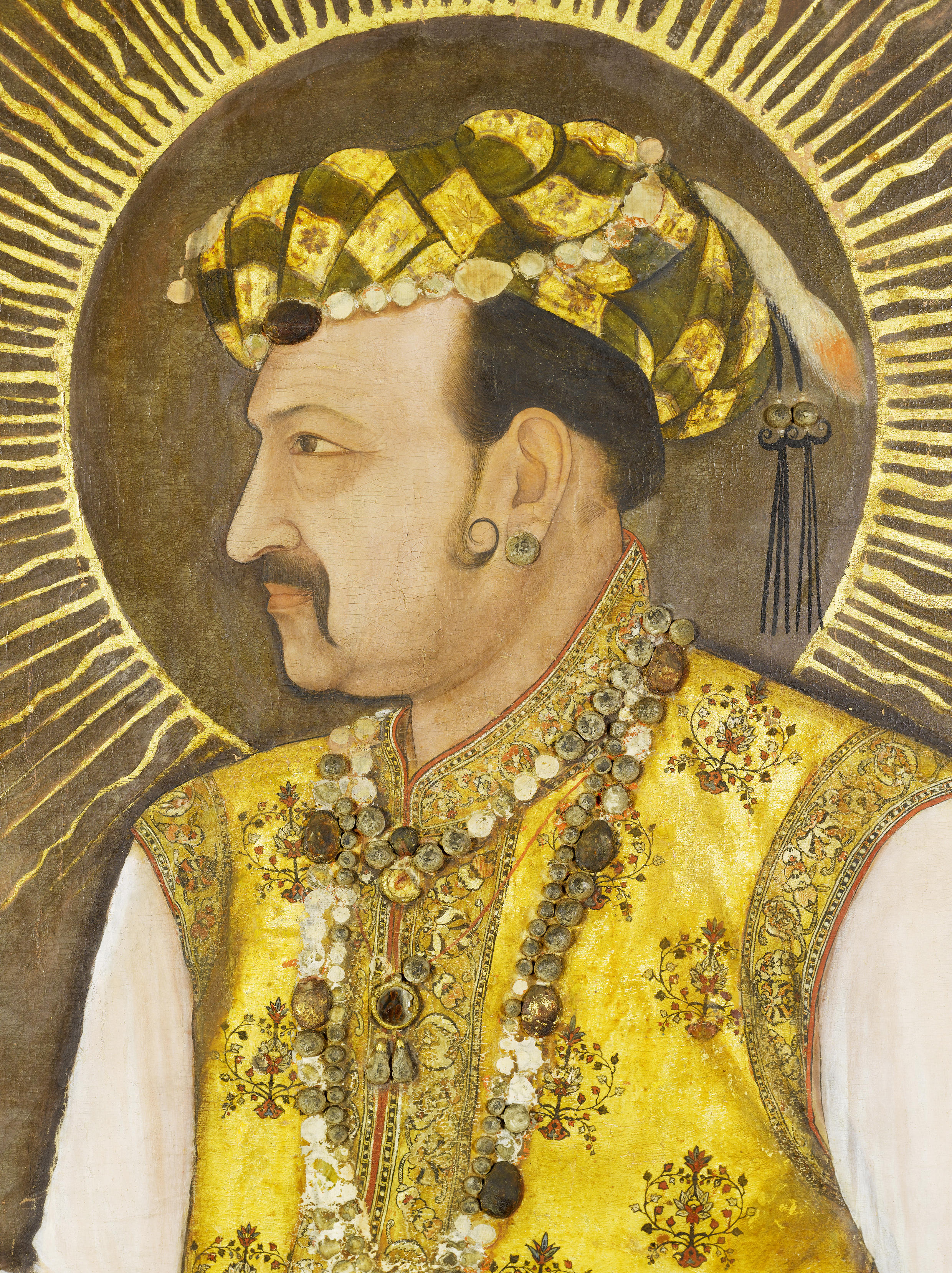
Jahangir (reg. 1605–1628)
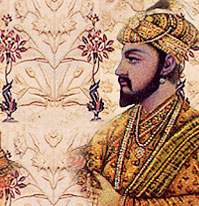
Shah Jahan (reg. 1628–1658)
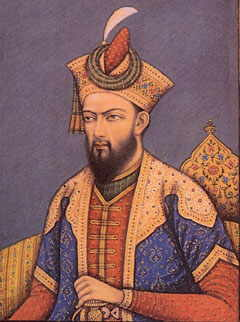
Aurangzeb (reg. 1658–1707)

## Architektur

### Architekten
Die wenigen bekannten Namen von Architekten der Mogulbauten (siehe Humayun-Mausoleum und Taj Mahal) lassen darauf schließen, dass sie überwiegend aus dem persisch-afghanischen Raum stammten. Nicht zu unterschätzen sind jedoch Geschmack, Kenntnisse und Experimentierfreude der jeweiligen Auftraggeber selbst – so werden bereits beim Gründungsbau der Mogul-Architektur, dem Humayun-Mausoleum, neue Wege beschritten und die Palastanlagen von Fatehpur Sikri sowie Grabbauten wie das Akbar-Mausoleum, das Itimad-ud-Daula-Mausoleum und das Jahangir-Mausoleum lösen sich im Hinblick auf Material und Formensprache in hohem Maße von überlieferten persisch-zentralasiatischen, aber auch indischen Vorbildern und gehen weitgehend eigenständige Wege – eine Tatsache, die unter der alleinigen Federführung persischer Architekten undenkbar gewesen wäre.

### Handwerker
Bei den Großbauten der Mogulzeit wurden eine Vielzahl von Handwerkern (Maurer, Gerüstbauer, Steinmetze, Stuckateure, Maler, Zimmerleute u. a.) beschäftigt – man spricht von etwa 20.000 Arbeitern beim Bau des Taj Mahal. Diese stammten i. d. R. aus dem nordindischen Raum und waren in der Hauptsache Hindus; sie brachten eine Fülle von Erfahrungen (möglicherweise auch Ideen und Anregungen) mit – so ist beispielsweise die unverkennbare Hindu-Ornamentik an einigen Bauten in Fatehpur Sikri oder im Roten Fort von Agra zu erklären.

### Baumaterial
Anders als die in der Regel aus behauenen Steinen gebauten Moscheen und Grabmonumente ihrer Vorgänger (Tughluq-Dynastie, Sayyid-Dynastie, Lodi-Dynastie) bestehen die Bauten der Mogulzeit in ihrem Kern aus vor Ort gebrannten Ziegelsteinen, die jedoch nach außen – mit Ausnahme der Moschee von Thatta (Pakistan) – nirgends in Erscheinung treten, denn alle Bauteile wurden mit Platten aus rotem oder gelblichem Sandstein bzw. weißem Marmor aus Rajasthan verkleidet; kleinere Flächen wurden auch mit dem selteneren grau-blauem Schiefersandstein geschlossen.

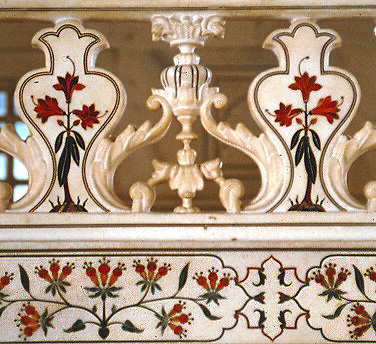
In Teilen fast barock anmutende Aufsätze auf den Jali-Gitterschranken im Innenraum des Taj Mahal (Detail)

Aus denselben Steinmaterialien wurden auch die dekorativen geometrischen oder floralen Ornamente der frühen Mogul-Architektur (Humayun-Mausoleum), die oft große Teile der Außenhaut überziehen, hergestellt. Die – insgesamt weniger bedeutsamen – Torbauten wurden noch lange Zeit in dieser Weise geschmückt (z. B. Torbau des Taj Mahal).
Charakteristisch für die Blütezeit der Mogul-Architektur unter Nur Jahan und Shah Jahan sind äußerst feine und kleinteilige Steineinlegearbeiten aus schwarzem Marmor (Inschriften und Rahmungen) und farbigen Halbedelsteinen (Blumen und Blätter), mit denen – in Pietra-dura-Technik – höchst detailreiche Dekormotive geschaffen wurden (Itimad-ud-Daula-Mausoleum, Kenotaph des Jahangir-Mausoleums, Taj Mahal, Details der Palastbauten in Agra und Delhi).
Die Verwendung von – aufwendig bearbeitetem – Marmor, der weite Transport der schweren Steine aus Rajasthan sowie die Herstellung von Steininkrustationen verschlangen jedoch Unsummen. Bei den letzten bedeutenden Bauten der Mogulzeit (Bibi-Ka-Maqbara, Safdarjung-Mausoleum, Lalbagh-Fort, Asfi-Moschee) wurden deshalb große Teile der Außen- und Innenwände nur noch verputzt, manchmal auch stuckiert und teilweise bemalt.

### Bautypen
Wie auch im westlichen Islam (z. B. Marokko), so gab es auch im islamischen Indien nur wenige wichtige Bauprojekte, die von den jeweiligen Herrschern, deren Familienangehörigen oder Gouverneuren in Auftrag gegeben wurden: Moscheen, Mausoleen, Verteidigungs- bzw. Palastbauten und Gärten. Andere öffentliche Bauten wurden in der islamischen Welt bis weit ins 20. Jahrhundert hinein eher abgelehnt (v. a. Versammlungsbauten wie Plätze, Hallen, Museen, Theater, Sportstätten etc.) oder wurden – von wenigen Ausnahmen abgesehen – nicht zwingend als hoheitliche Bauaufgaben angesehen (Brücken, Wasserleitungen, Brunnen, Badehäuser etc.). Letztere wurden – wenn überhaupt – zumeist von hohen Hofbeamten oder wohlhabenden Kaufleuten gestiftet und unterhalten.

### Charakteristika
Symmetrie
In vielen Kulturen – so auch im Islam – galt Symmetrie als Sinnbild bzw. Abbild göttlicher Ordnung und Harmonie. Die meisten Bauten der Mogulzeit sind – sowohl außen wie innen – entweder achsensymmetrisch (Moscheen, Palastbauten) oder sogar punktsymmetrisch (Mausoleen und umgebende Gärten) gestaltet. Bei den Arealen der zumeist riesigen Forts und Parkanlagen konnte dieses Prinzip wegen der Notwendigkeit zur Anpassung an natürliche Gegebenheiten nur in Teilen eingehalten werden. In jüngster Zeit wurden bei Vermessungen der Kuppel des Taj Mahal Symmetrieabweichungen von bis zu einem Meter festgestellt; exakte Vermessungen anderer Bauten stehen noch aus.
Torbauten

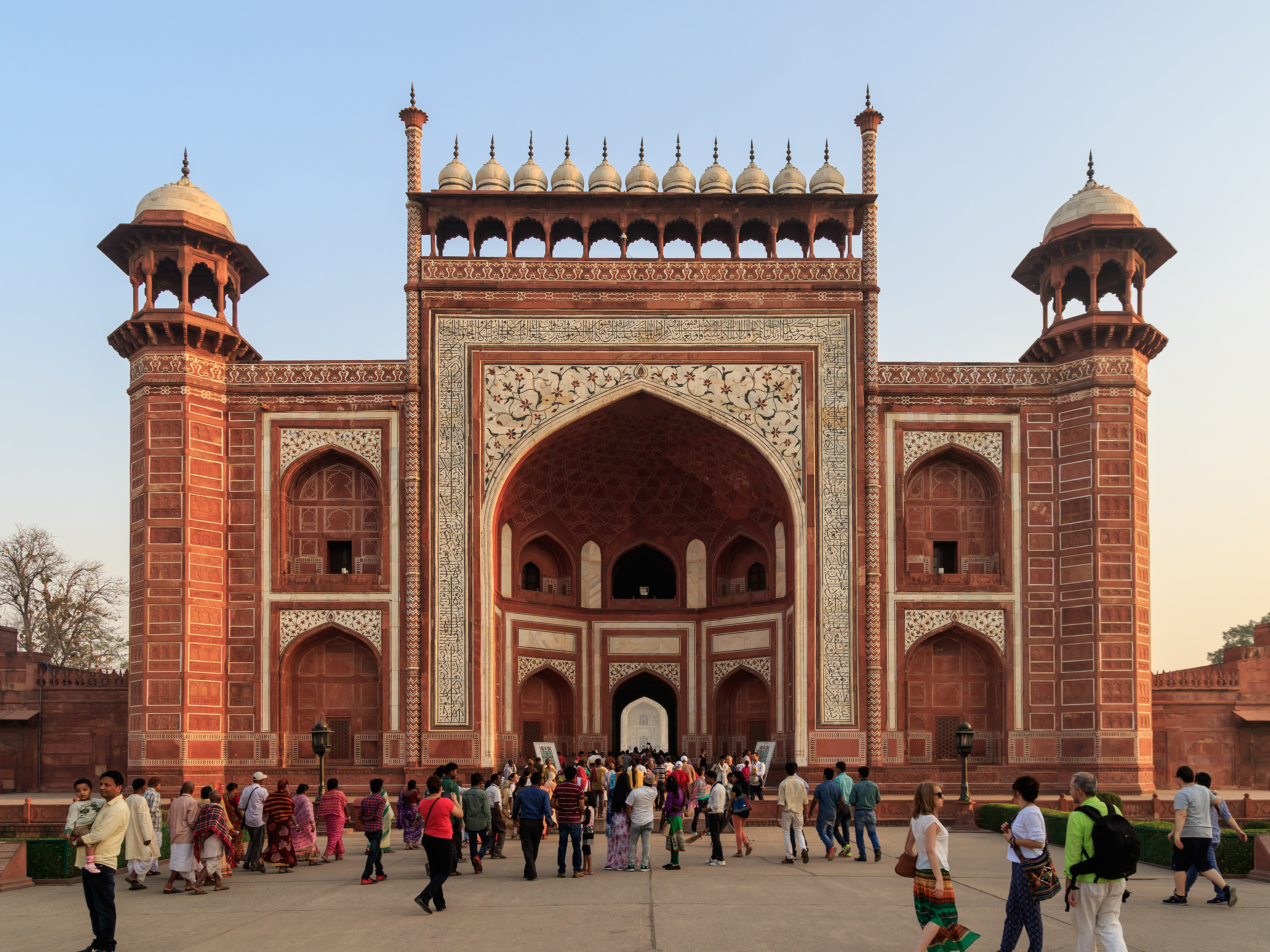
Torbau zum Areal des Taj Mahal mit Chhatri-Aufsätzen auf den seitlichen Treppentürmen und einer Chhatri-Reihe über dem Portalbogen.

Moscheen, Grabbauten und Forts, aber auch die Gartenanlagen (bagh) der Mogulzeit sind – zum Schutz vor Angreifern, freilaufenden Tieren und neugierigen Blicken – von hohen Mauern eingefasst und meist nur durch einen einzigen Zugang erreichbar. Entsprechend seiner Bedeutung ist dieser Zugang monumental gestaltet und/oder mit Chhatris, Türmchen und Zinnen versehen. Nach und nach werden diese – ursprünglich militärisch-repräsentativ gemeinten – Zutaten immer dekorativer gestaltet oder entfallen ganz (Bibi-Ka-Maqbara, Safdarjung-Mausoleum). Seitlich der zentralen Portalbögen (s. u.) finden sich i. d. R. jeweils zwei übereinander liegende Emporen, die ursprünglich wohl Wach- bzw. Verteidigungsaufgaben zu erfüllen hatten, in der Mogul-Architektur jedoch nur noch als Bauzier zu verstehen sind.
Wichtigster bzw. frühester Torbau der Mogul-Architektur ist das 'Buland Darwaza' ('Siegestor') der Moschee von Fatehpur Sikri.
Portalbögen
Die Eingänge zu den Bauten der Mogul-Zeit werden überfangen von überdimensionalen Iwan-Bögen, deren Ursprünge in der sassanidischen Architektur (Seleukia-Ktesiphon) zu suchen ist und die sich in Persien (Yazd u. a.), Zentralasien (Gur-Emir-Mausoleum, Samarkand) und Indien (Qutb-Komplex in Delhi, Sharqi-Architektur in Jaunpur) und Lodi-Gräber in Delhi fortentwickelt haben. Die Mogul-Architektur nimmt dieses Element sowohl bei Torbauten als auch bei Eingangsportalen auf, ohne jedoch strikt daran festzuhalten (Itimad-ud-Daula-Mausoleum, Jahangir-Mausoleum, Nur-Jahan-Mausoleum).
Plattformen
Alle bedeutenden Bauten der Moguln liegen auf – gegenüber dem Geländeniveau deutlich erhöhten, z. T. sogar aufgeschütteten – Hügeln (Moscheen, Forts), oder mit Steinplatten verkleideten Plattformen (Grabbauten). Letztere sind ein Element, das in der persisch-zentralasiatischen Architektur kaum oder nur in zurückhaltender Weise zu finden ist, wohl aber bei Hindu-Tempeln des 6. bis 12. Jahrhunderts (Nachna, Khajuraho u. a.). In erster Linie dienen diese – nach außen mit einem leichten Gefälle versehenen – Plattformen dem Schutz des Bauwerks bei Starkregenfällen (Gewitter, Monsun) bzw. vor frei herumlaufenden Tieren; daneben wird natürlich auch eine „Erhöhung“ des aufstehenden Bauwerks im übertragenen Sinn erreicht. Auch die oft mit Wasserkanälen versehenen Zuwege zu den Mausoleen liegen in der Regel erhöht; die Gartenflächen und Beete liegen dagegen etwas tiefer.
Kuppeln
Obwohl auch frühere Bauten der Tughluq-, Sayyid- und Lodi-Dynastie mit (Krag-)Kuppeln abschließen, sind die Kuppeln der Mogulbauten besonders markant und für das Vorstellungsbild Indiens weltweit von Bedeutung: Indische Moscheen haben meist drei – in der Höhe gestaffelte – Kuppeln, Grabbauten regelmäßig nur eine zentrale Kuppel, allerdings begleitet von Chhatris.
Im Gegensatz zu ihren persischen und indischen Vorläufern sind die Kuppeln der Mogul-Architektur generell zweischalig, d. h. die innere (untere) Kuppelschale beginnt am Fuß eines unbelichteten Tambours, bleibt relativ flach und schließt den Innenraum – mal mit, mal ohne Stuckverzierungen – nach oben ab; die äußere (obere) Kuppelschale sitzt dagegen auf dem Tambour auf, ist deutlich gebaucht und prägt – mit ihrer weißen Marmorverkleidung – ganz wesentlich die Silhouette des Bauwerks. Zwischen den beiden – aus Ziegelstein gemauerten – Kuppelschalen befinden sich hölzerne Verstrebungen, die für eine höhere Stabilität der gesamten Konstruktion sorgen.
Die späteren Kuppeln der Mogulzeit schließen mit einer (umgedrehten) Lotusblüte ab – einem Dekorelement, das ursprünglich der Hindu-Architektur entlehnt ist und schon an den Kuppeln der Lodi-Gräber (Delhi) zu finden ist, bei persischen bzw. zentralasiatischen Kuppeln jedoch nicht auftritt. Die Spitzen der Kuppeln werden regelmäßig von einem Kugelstab (Jamur) überhöht, dessen – ehemals wohl vorhandene – symbolische Bedeutung nicht mehr bekannt ist.
Minarette
Die Minarette der islamischen Architektur sind eigentlich – als Wach- oder Siegestürme sowie als Plattformen für den Gebetsruf des Muezzin – an eine Moschee gebunden. Einige frühe Moscheen der Mogularchitektur (Fatehpur Sikri und Thatta) haben jedoch – aus welchen Gründen auch immer – keine Minarette. Die paarweisen Minarette der späteren Moscheen der Mogulzeit haben ihre ursprünglichen Funktionen weitgehend eingebüßt und bilden einen – eher dekorativ gemeinten – Rahmen für den Gebetsraum.
Alle indischen Grabbauten der Vor-Mogulzeit haben keine Minarette und auch die ersten monumentalen Grabbauten der Mogul-Architektur (Humayun-Mausoleum und Akbar-Mausoleum) verzichten darauf. Beim Akbar-Mausoleum stehen jedoch gleich vier 'Schmuckminarette' weithin sichtbar auf dem Torbau. Beim Itimad-ud-Daula-Mausoleum finden sich vier minarett-ähnliche Ecktürme als rahmende Elemente des Grabmals selbst; beim Jahangir-Mausoleum, beim Taj Mahal und beim Bibi-Ka-Maqbara erheben sie sich in den Ecken der Plattform, um dann bei den späteren Grabbauten (Safdarjung-Mausoleum u. a.) – hauptsächlich wohl aus Kostengründen – wieder zu verschwinden.
Chhatris

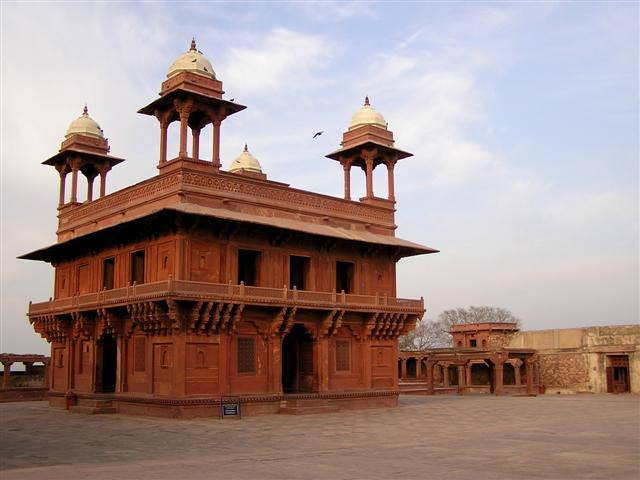
Chhatris als Zierelement bzw. Hoheitszeichen auf der Halle für die Privataudienzen (Diwan-i-Khas) des Mogul-Herrschers Akbar I. in Fatehpur Sikri

Grabbauten, Torbauten, Audienzhallen und Minarette (seltener die Gebetsräume der Moscheen) der Mogul-Architektur werden – von wenigen Ausnahmen späterer Zeit abgesehen – von kleinen pavillonartigen Aufbauten (Chhatris) überhöht, über deren Ursprung und historische Entwicklung noch Unklarheit besteht: Einige Forscher leiten sie von den buddhistischen Ehrenschirmen ab, die auch auf Bauwerken (Stupas) platziert wurden; wahrscheinlicher ist jedoch die Herleitung aus der armenischen Architektur oder von seldschukischen und persischen Kiosken (Gartenpavillons) und/oder von den Laternenaufsätzen zentralasiatischer Minarette (Buchara, Wabkent, Djam). Vielleicht führen mehrere bauhistorische Stränge zu diesen repräsentativen und für die Mogulzeit so charakteristischen Aufbauten, die aber auch schon bei den Grabbauten der Sayyid-Dynastie (15. Jahrhundert) in Delhi zu finden sind; bei früheren Grab- und Repräsentativbauten sowie außerhalb des indischen Kulturraums sind sie in dieser Form unbekannt.
Jalis

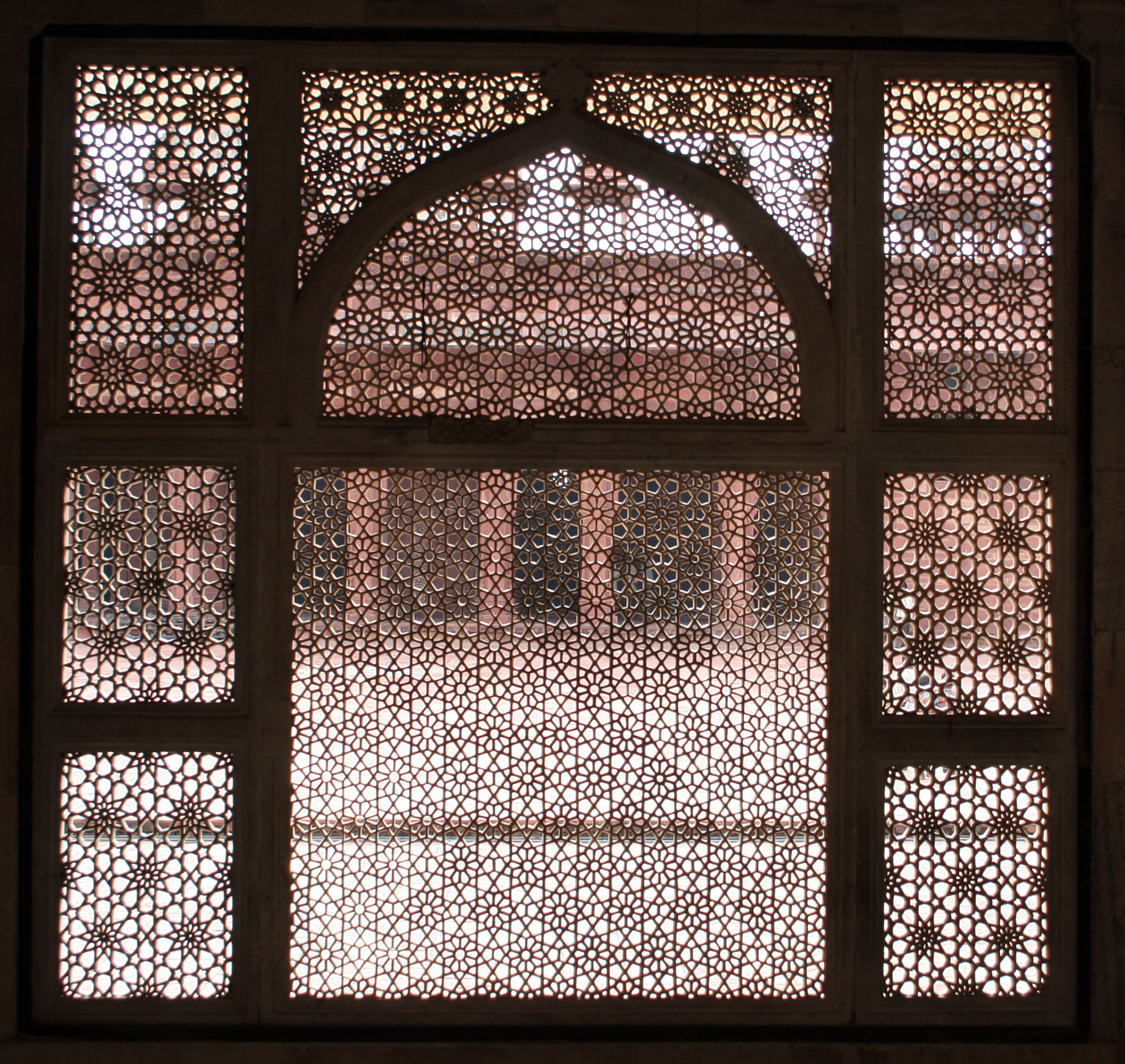
Die marmornen Jali-Fenster am Grabmal Salim Chistis in Fatehpur Sikri gehören zu den filigransten Arbeiten ihrer Art.

Charakteristisch für die Bauten der Mogulzeit sind die beinahe unzähligen Jalis – kunstvoll durchbrochene Fensterfüllungen und Gitterschranken aus handwerklich meisterhaft bearbeiteten Marmor- und Sandsteinplatten, die – Vorhängen vergleichbar – Blicke nach außen ermöglichten, gleichzeitig aber vor Blicken nach innen schützten. Die Luftzirkulation wurde von ihnen nicht behindert, so dass die abgedunkelten Innenräume kühl gehalten werden konnten. Bevorzugt wurden geometrische Sechseck- und Sternmotive, die auch zu Achtecken erweitert werden konnten; alle Muster wurden zunächst auf die Steinplatten aufgezeichnet, später dann durch Bohren, vorsichtiges Hämmern und Schleifen herausgearbeitet. In einigen seltenen Fällen kommen auch vegetabilische Formen vor. Die – potentiell unendlichen – geometrischen Motive könnten auf die Unendlichkeit Allahs und seiner Schöpfung verweisen, doch ist eine derartige Symbolik nirgendwo schriftlich niedergelegt; gleichzeitig beachten sie das vom Islam propagierte Bilderverbot. Interessant ist die Tatsache, dass Jalis an Grab- und Palastbauten regelmäßig zu finden sind, während sie an Moscheen eher selten vorkommen – die Gläubigen sollten beim Gebet von außen weder gestört noch abgelenkt werden. (In diesem Zusammenhang siehe auch Maschrabiyya)

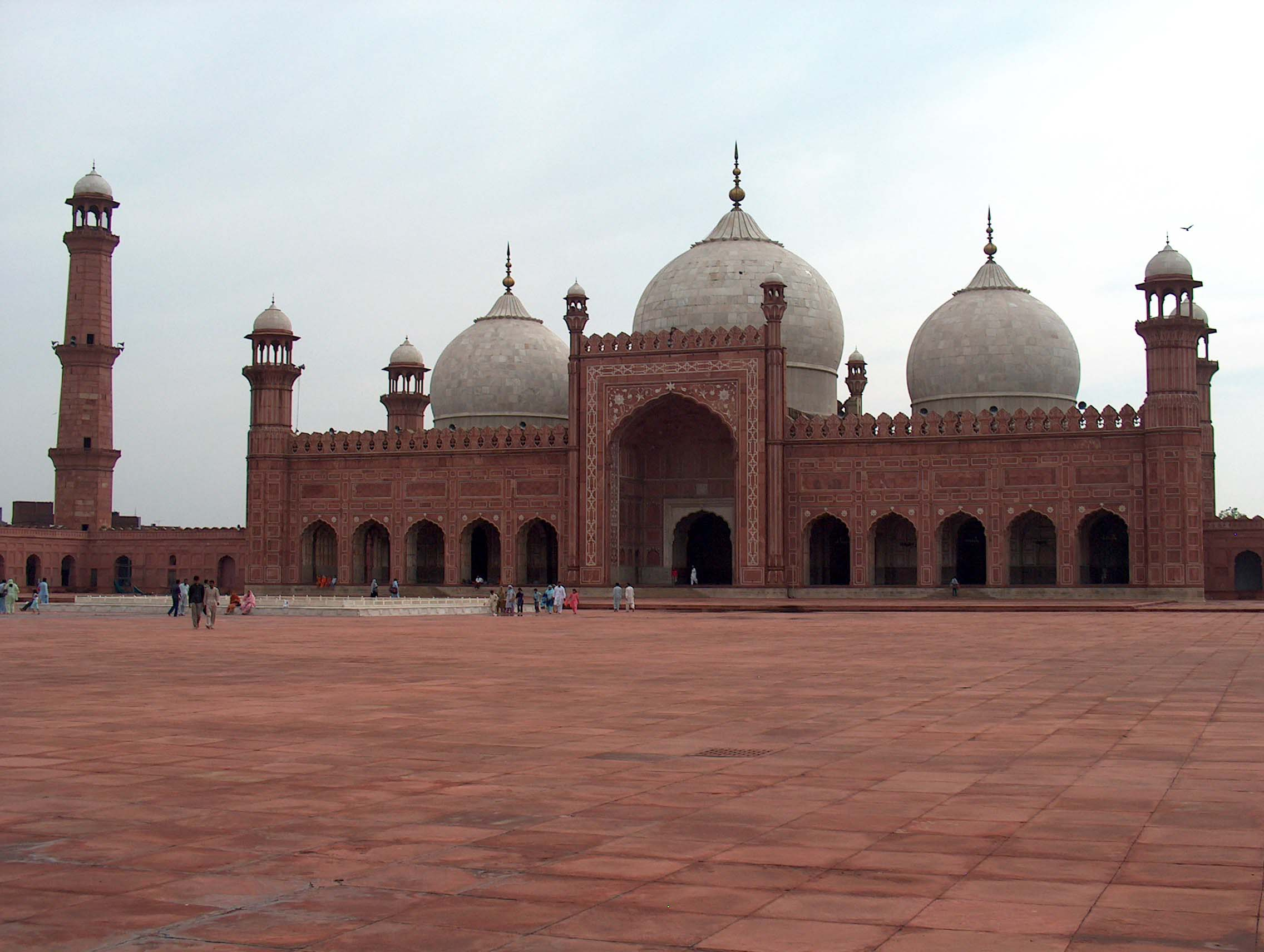
Badshahi-Moschee, Lahore, Pakistan

## Bedeutende Bauten

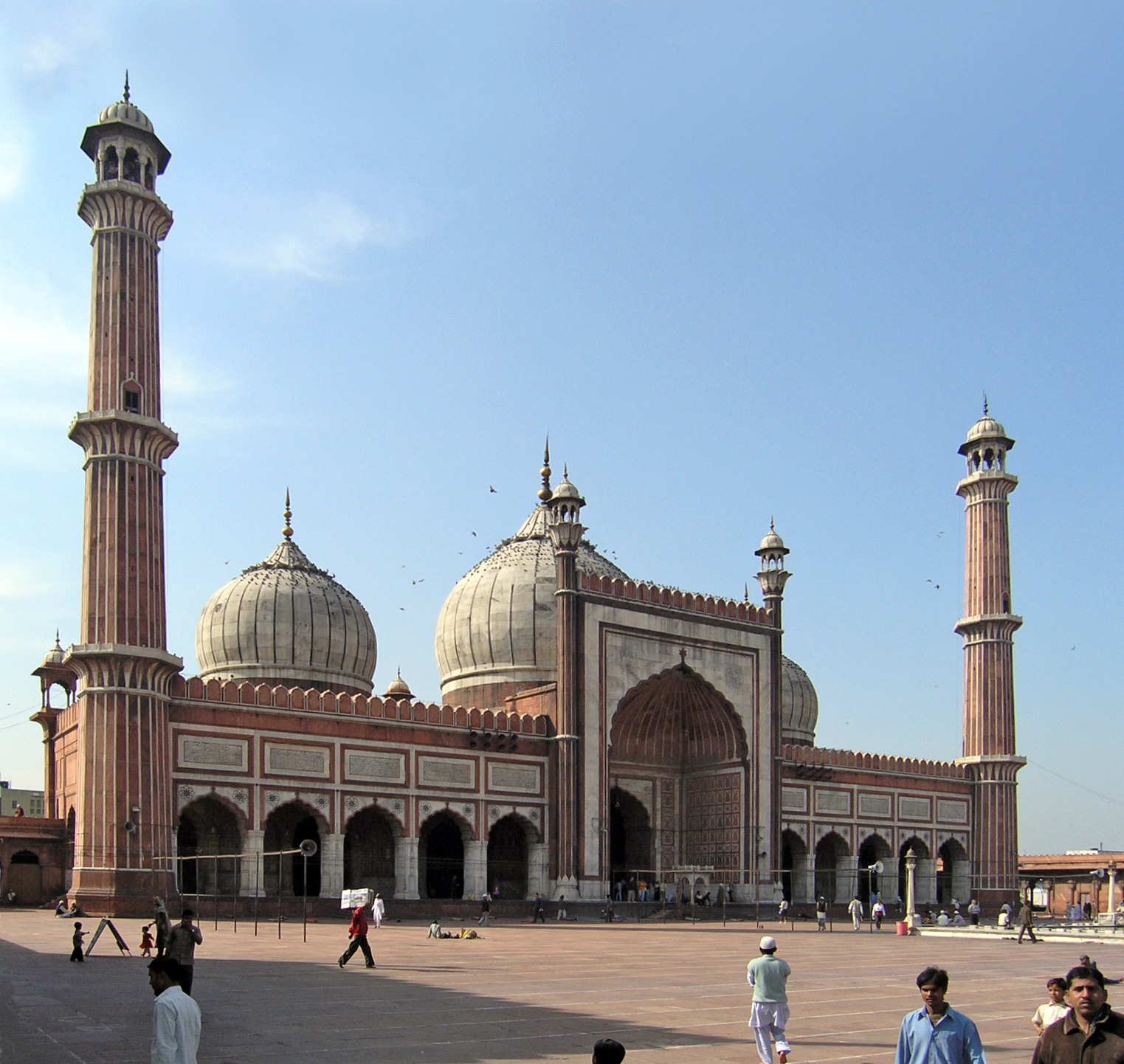
Freitagsmoschee (Jamaa Masjid), Delhi (Indien). Die gebauchten und mit Marmor verkleideten Außenkuppeln enden in umgedrehten Lotusblüten; die Spitze bildet jeweils ein Kugelstab (Jamur). Die beiden rahmenden Minarette mit aufgesetzten Chhatris sowie der umlaufende Zinnenkranz sind in erster Linie dekorativ gemeint.

### Moscheen
Alle Moscheen der Mogulzeit sind Hofmoscheen, d. h. die Hoffläche nimmt den weitaus größten Teil (ca. 80 % bis 90 %) der Gesamtfläche des Moscheekomplexes ein, in dessen Mitte sich eine große Brunnenanlage für die vom Koran vorgeschriebenen Waschungen befindet. Zum Freitagsgebet und an islamischen Feiertagen füllt sich die riesige – von schier endlosen Arkaden umfasste – Hoffläche (sahn) mit Gläubigen, was natürlich bei starker Sonneneinstrahlung (verbunden mit enormer Hitze) sowie bei heftigen Regenfällen während der sommerlichen Monsunzeit zu großen Problemen führen kann.
Der vergleichsweise kleine und deutlich kühlere Gebetsraum wird regelmäßig von drei – meist mit Marmor verkleideten – gebauchten und in der Höhe gestaffelten Kuppeln auf einem unbelichteten Tambour sowie zwei – ebenfalls ganz oder teilweise mit Marmor verkleideten – Eckminaretten überhöht.
Das Innere der Gebetsräume ist reich geschmückt, wenn auch nicht mit demselben Aufwand wie bei den späteren Palast- und Grabbauten. Der Fußboden ist oft mit Matten und/oder Gebetsteppichen ausgelegt. Qibla-Wand und Mihrab-Nischen sind nach Westen orientiert, d. h. ungefähr in Richtung Mekka.

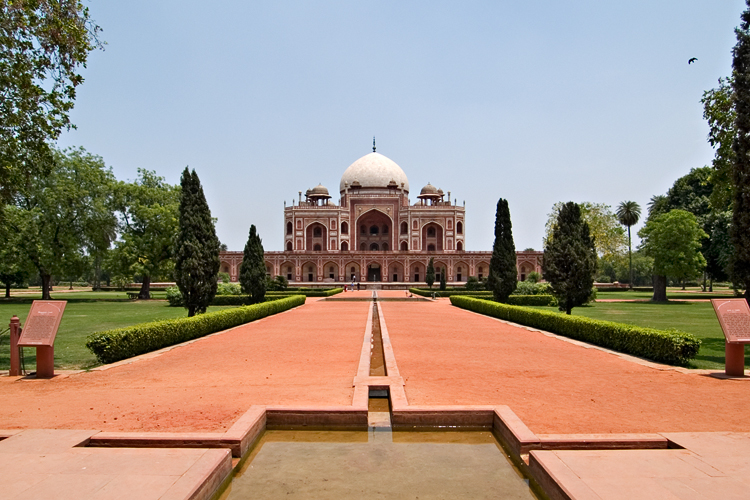
Humayun-Mausoleum, Delhi (Indien). Der erste überaus monumentale und gegenüber seinen persischen und indischen Vorläufern stärker gegliederte und mit Chhatris versehene Grabbau der Mogularchitektur (ca. 1562–1570) erhebt sich – auf einer großen Plattform, aber noch ohne rahmende Minarette – inmitten einer weiträumigen, geometrisch angelegten und von vier Wasserläufen durchzogenen Gartenanlage im persischen Stil (Char-Bagh), die als irdisches Abbild des den Gläubigen vom Koran in Aussicht gestellten Paradieses zu deuten ist. Zuweg und Mausoleum sind gegenüber dem Geländeniveau deutlich erhöht.

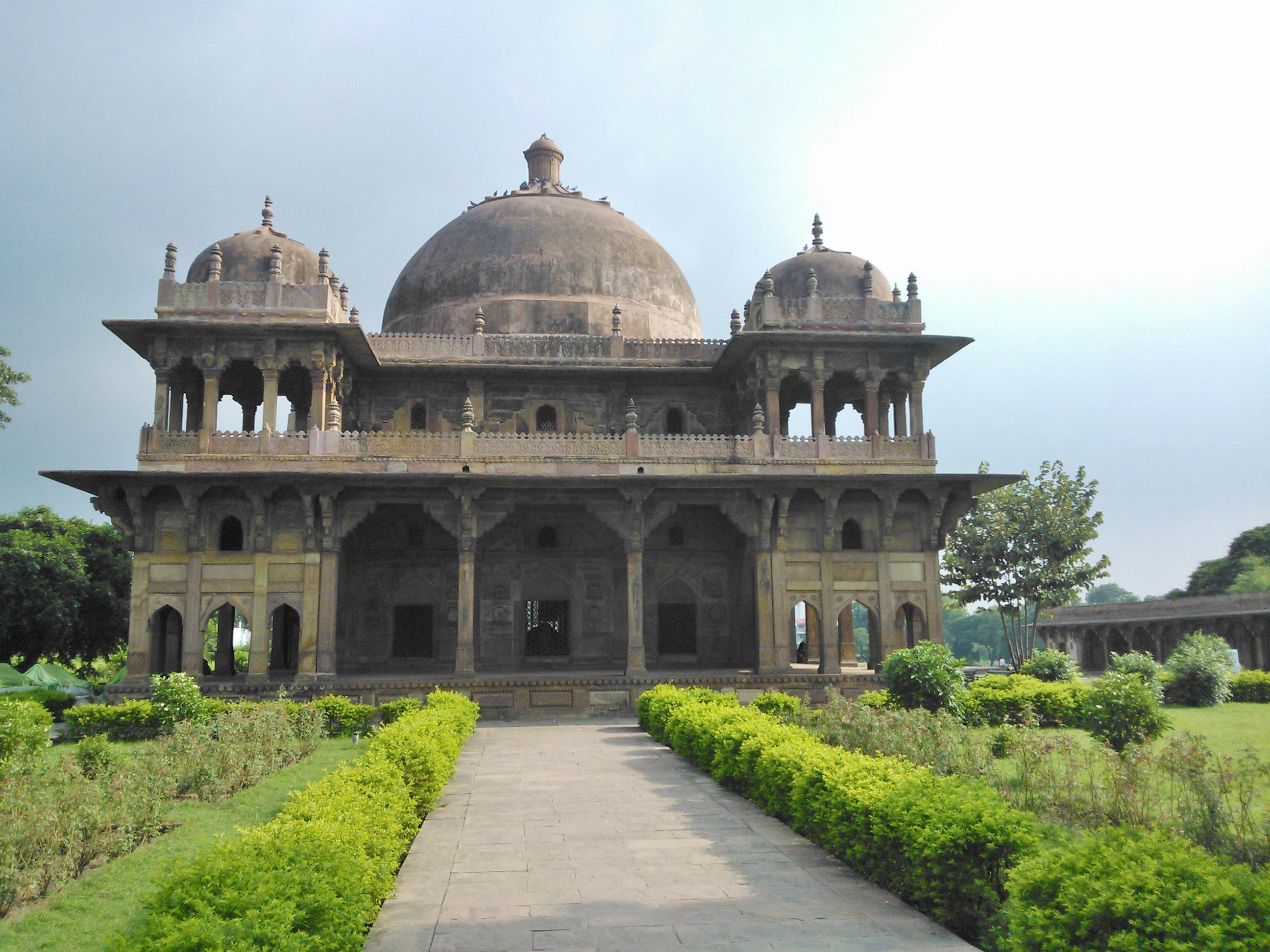
Makhdoom-Yahya-Maneri-Mausoleum, Maner, Bihar

| Bedeutende Moscheen           | Ort            | Land     | Bauzeit       | Auftraggeber                         |
| ----------------------------- | -------------- | -------- | ------------- | ------------------------------------ |
| Kabuli-Bagh-Moschee           | Panipat        | Indien   | ca. 1526/27   | Babur                                |
| Jamali-Kamali-Moschee         | Mehrauli       | Indien   | ca. 1528/36   | Babur und Humayun                    |
| Jama Masjid                   | Fatehpur Sikri | Indien   | ca. 1569–1574 | Akbar I.                             |
| Wazir-Khan-Moschee            | Lahore         | Pakistan | ca. 1634–1640 | Sheikh Ilm-ud-Din-Ansari             |
| Shah-Jahan-Moschee            | Thatta         | Pakistan | ca. 1644–1647 | Shah Jahan                           |
| Jama Masjid                   | Agra           | Indien   | ca. 1645–1648 | Jahanara Begum (Tochter Shah Jahans) |
| Jama Masjid                   | Delhi          | Indien   | ca. 1650–1655 | Shah Jahan                           |
| Freitagsmoschee (Jama Masjid) | Mathura        | Indien   | ca. 1661–1669 | Nabir Khan (Gouverneur Aurangzebs)   |
| Badshahi-Moschee              | Lahore         | Pakistan | ca. 1670–1674 | Aurangzeb                            |
| Gyanvapi-Moschee              | Varanasi       | Indien   | ca. 1670–1675 | Aurangzeb                            |
| Zinat-al-Masjid               | Daryaganj      | Indien   | ca. 1705–1707 | Zinat un-nisa (Tochter Aurangzebs)   |
| Asfi-Moschee                  | Lucknow        | Indien   | ca. 1783–1785 | Nawab Asaf-ud-Daula                  |

### Grabbauten
Obwohl der Koran dem toten Körper keinerlei Bedeutung beimisst, haben doch vorislamische oder regionale bzw. lokale Traditionen und Denkweisen in die Vorstellungswelt der Muslime Eingang gefunden, was schon im 10. und 11. Jahrhundert zur Errichtung von eindrucksvollen islamischen Grabmonumenten geführt hat (Samaniden-Mausoleum, Usbekistan; Gonbad-e Qabus, Iran).
Grabbauten waren jedoch nicht nur den Herrscherpersönlichkeiten vorbehalten, sie finden sich gegenüber den Herrschermausoleen meist in verkleinerten Ausmaßen als marabouts oder dargahs für verstorbene Sheikhs oder Korangelehrte – auch auf muslimischen Friedhöfen oder einzeln-freistehend auch in ländlichen Gegenden und waren bzw. sind zum Teil immer noch Ziel von lokalen oder regionalen Pilgerreisen. Berühmteste indische Beispiele sind der Grabbezirk des Sufi-Heiligen Muinuddin Chishtis in Ajmer und das Grabmal Salim Chishtis in Fatehpur Sikri.
Nahezu alle Grabbauten der islamischen Architektur haben einen quadratischen, in selteneren Fällen auch einen oktogonalen Grundriss und werden regelmäßig von einer Kuppel überhöht: begrenztes Quadrat (= „Erde“) und unendlicher Kreis (= „Himmel“) bilden – sowohl im Westen wie auch im Osten der islamischen Welt – die wesentlichen Elemente eines Mausoleums. Ob den jeweiligen Bauherren und Architekten diese uralte Symbolik einer Verbindung zwischen Erde und Himmel noch bekannt war, ist eher unwahrscheinlich. Man orientierte sich in erster Linie an der Tradition.
In Indien gibt es aber auch zwei Mausoleen, die – aufgrund ihrer Lage am Flussufer und/oder der Verwendung von Elementen aus der Palastarchitektur – ebenso als angemessene Wohnsitze im Jenseits für die dort beigesetzten Herrscher gedeutet werden können: das Akbar-Mausoleum und das Itimad-ud-Daula-Mausoleum mit seinem Naggarkhana etc. (s. u.).

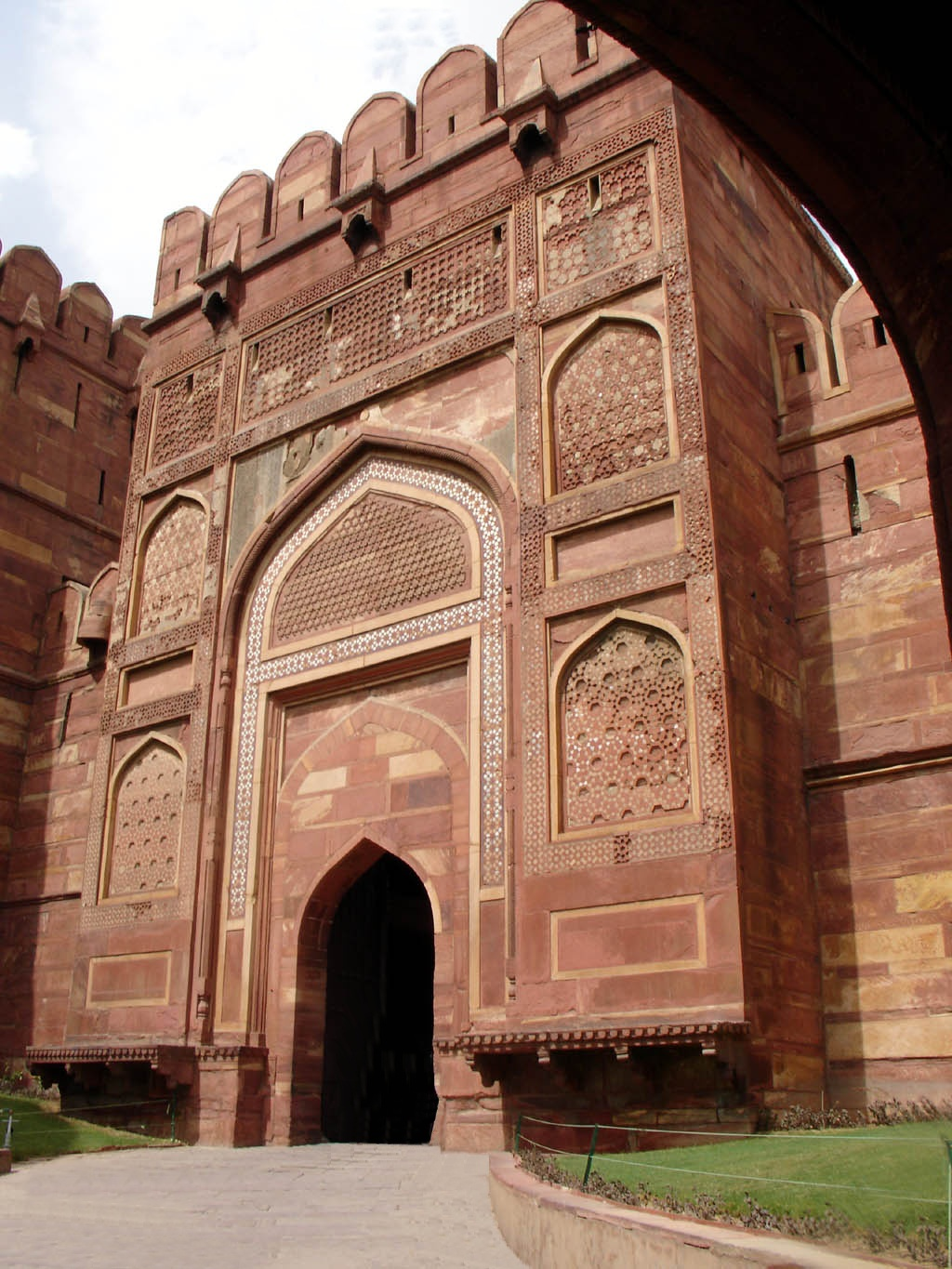
Tor des Roten Forts in Agra, im 16. und 17. Jahrhundert Hauptstadt des Mogul-Imperiums. Wie die meisten Mogul-Bauten liegt auch das Rote Fort von Agra auf einer – vor Überschwemmungen während der Monsunzeit schützenden – Anhöhe, die teils natürlichen Ursprungs (Schwemmland) ist, teils von Menschenhand aufgeschüttet wurde.

| Bedeutende Mausoleen            | Ort        | Land     | Bauzeit          | Auftraggeber             |
| ------------------------------- | ---------- | -------- | ---------------- | ------------------------ |
| Yusuf-Quttal-Mausoleum          | Jahanpanah | Indien   | ca. 1527         | unbekannt                |
| Jamali-Kamali-Mausoleum         | Mehrauli   | Indien   | ca. 1536         | Humayun                  |
| Humayun-Mausoleum               | Delhi      | Indien   | ca. 1562–1570    | Akbar I.                 |
| Bara Battashewala               | Delhi      | Indien   | ca. 1603/04      | unbekannt                |
| Akbar-Mausoleum                 | Sikandra   | Indien   | ca. 1605–1613    | Jahangir                 |
| Makhdoom-Yahya-Maneri-Mausoleum | Maner      | Indien   | ca. 1608–1616    | Ibrahim Khan Kankar      |
| Itimad-ud-Daula-Mausoleum       | Agra       | Indien   | ca. 1622–1628    | Nur Jahan                |
| Khusrau-Mausoleum               | Allahabad  | Indien   | ca. 1622/3       | Nithar Begum             |
| Jahangir-Mausoleum              | Lahore     | Pakistan | ca. 1627–1637    | Nur Jahan und Shah Jahan |
| Taj Mahal                       | Agra       | Indien   | ca. 1631–1648/53 | Shah Jahan               |
| Bibi-Ka-Maqbara                 | Aurangabad | Indien   | ca. 1651–1661    | Aurangzeb                |
| Safdarjung-Mausoleum            | Delhi      | Indien   | ca. 1753–1754    | Safdarjung               |

### Forts und Paläste
Außenwände und Zinnen der gewaltigen Festungsanlagen der Mogulzeit sind durchgängig mit Platten aus rotem Sandstein verkleidet. Die 'Roten Forts' beinhalten – neben militärischen, repräsentativen und privaten Bauten – auch große Freiflächen für die Exerzierübungen und Zelte der innerhalb des Forts stationierten Truppenteile sowie für die Stallungen und Auslaufflächen der Elefanten und Pferde.
Torbau
Vor dem eigentlichen Zugang zum Fort befindet sich ein Vorhof mit Räumen für die Offiziere und Soldaten der Wachmannschaft sowie für militärisches Gerät (Säbel, Gewehre, Pulver, Kugeln etc.). Sehr wahrscheinlich wurden die Namen der Besucher und der Besuchszweck schriftlich festgehalten. Die großdimensionierten Torbauten beeindrucken in erster Linie durch ihre Masse; Dekorelemente werden nur sehr zurückhaltend eingesetzt.
Basarstraße
Hinter dem Torbau findet sich in der Regel eine Bazarstraße für die Versorgung des Hofes mit Gerätschaften aller Art: Stoffe, Teppiche, Kissen, Pantoffeln, Küchengeräte, Vasen, Krüge (auch für Wein), Wasserpfeifen etc. Natürlich wurden für die Damen auch Süßigkeiten, Kosmetikutensilien und Schmuck bereitgehalten. Besucher des Palastes konnten sich hier – noch in letzter Minute – mit Geschenken eindecken und sich vorher nach dem Geschmack und den Vorlieben des Empfängers erkundigen. Lebensmittel (ausgenommen seltene und exotische Früchte) wurden hier nicht angeboten; die tägliche Versorgung des Hofes erfolgte durch Hoflieferanten oder durch das Küchenpersonal auf den Märkten der Umgebung des Forts.
Diwan-i-Am

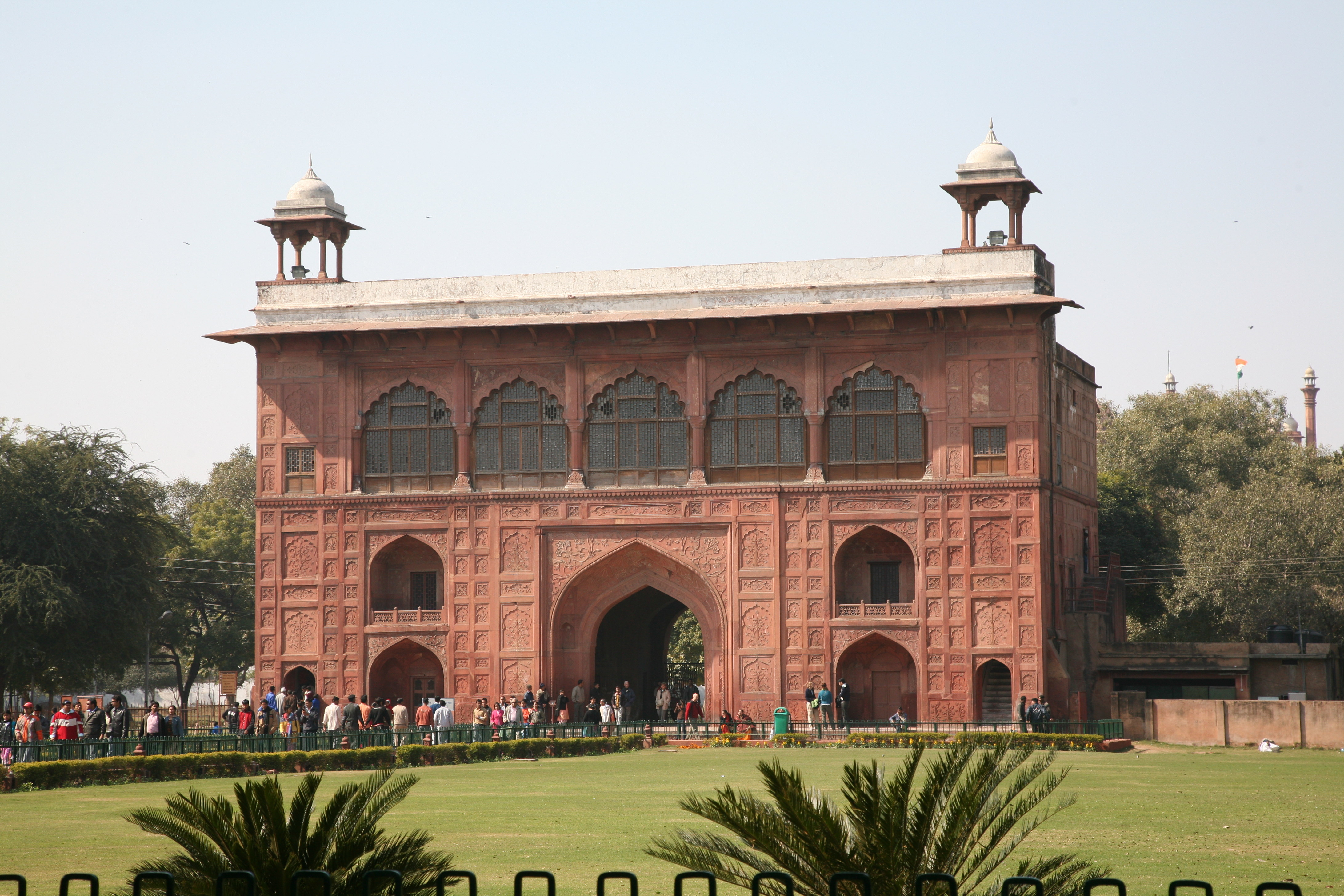
Naqqarkhana im Roten Fort von Delhi

In der großen, nach allen Seiten offenen Halle für die öffentlichen Audienzen wurden – meist an besonderen, vorher bekanntgegebenen Tagen – Bittsteller empfangen, Gerichtssitzungen abgehalten und Urteile gesprochen. Dies geschah nur selten in Anwesenheit des Herrschers.
Trommelhaus
Anlässlich von Festlichkeiten und Empfängen spielten oft Musiker in den – extra zu diesem Zweck errichteten – geschlossenen und mit vielen Jali-Fenstern versehenen Bauten (Naqqar Khana oder Naubat Khana, „Trommelhaus“).
Baradari
Baradaris sind kleinere, aber oft prunkvoll gestaltete Bauten für Feste und sonstige Veranstaltungen im Norden Indiens (z. B. in Lahore oder Lucknow). Sie wurden zumeist in der Zeit des Niedergangs des Mogulreiches von den quasi unabhängig regierenden Provinzgouverneuren (subahdars) oder (nizams) errichtet.
Diwan-i-Khas
Die deutlich kleinere, aber reicher verzierte offene Halle für Privataudienzen diente zum Empfang von Botschaftern, Kaufleuten oder Reisenden aus fernen Ländern. Hier befand sich auch ein Thronsitz des Mogul-Herrschers.
Privatgemächer
Nur in äußerst seltenen Fällen wurden hochgestellte Personen, manchmal auch Dichter oder Künstler in die – mit Marmorintarsien geschmückten oder ganz mit weißem Marmor verkleideten – Privatgemächer des Herrschers vorgelassen. Diese lagen regelmäßig in der Nähe des mückenarmen und – zumindest in den Abendstunden – ein wenig Kühlung versprechenden Flussufers.
Harem
Abseits der Bauten des Herrschers und durch Jali-Fenster vor Blicken geschützt, hatten die Frauen eigene, weitgehend geschlossene Bauten oder Trakte (Harem), die auch in Indien von Eunuchen bewacht wurden.
Hammam
Auch ein angenehmes Badehaus (Hammam) mit diversen Möglichkeiten zur Körperreinigung, Körperpflege (Massage) und Unterhaltung gehörte notwendigerweise zum Baubestand.
Palastmoschee
Eine kleine, aber überaus fein ausgestattete Moschee die Moti Masjid (deutsch: Perlenmoschee) gehörte selbstverständlich auch zum Palastensemble. Deren Fußboden war mit großen Marmorplatten ausgelegt, in die ein Dekor in der Art von Gebetsteppichen eingelegt wurde.

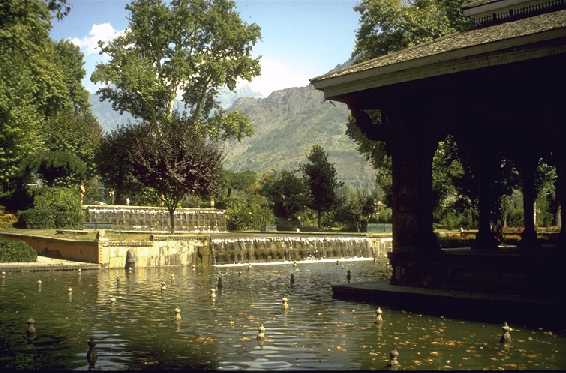
Shalimar-Gärten, Kaschmir. Natur, Bauten und künstliche Teiche mit Springbrunnen bilden eine harmonische Einheit.

| Bedeutende Forts | Ort       | Land        | Bauzeit       | Auftraggeber                               |
| ---------------- | --------- | ----------- | ------------- | ------------------------------------------ |
| Rotes Fort       | Agra      | Indien      | ca. 1565–1648 | Akbar I., Jahangir, Shah Jahan             |
| Lahore Fort      | Lahore    | Pakistan    | ca. 1566–1674 | Akbar, Jahangir, Shah Jahan, Aurangzeb     |
| Fatehpur Sikri   | bei Agra  | Indien      | ca. 1569–1574 | Akbar                                      |
| Fort Allahabad   | Allahabad | Indien      | ca. 1583–1585 | Akbar                                      |
| Rotes Fort       | Delhi     | Indien      | ca. 1639–1648 | Shah Jahan                                 |
| Lalbagh Fort     | Dhaka     | Bangladesch | ca. 1678–1679 | Prinz Muhammad Azam Shah (Sohn Aurangzebs) |

### Gärten/Parks
Schon in vorislamischer Zeit gab es Parkanlagen im nordindischen Raum (z. B. Gazellenpark in Sarnath).
Für das kulturelle (Selbst)Verständnis der Muslimischen Herrscher waren die künstlich angelegten und – zum Schutz vor Raubtieren oder neugierigen Blicken – stets von Mauern umgebenen Gärten außerordentlich wichtig; sie wurden nicht selten mit großen Wasserbecken und kleineren Bauten (Vergnügungsplattformen und/oder schattenspendenden Pavillons) ausgestattet. Vor allem in den Sommermonaten versprach der Aufenthalt Kühlung sowie optische und akustische Ablenkung. Neben vielen immergrünen Pflanzen wurden auch Tiere (Pfaue, Gazellen, Rehe etc.) hier angesiedelt; andere Tiere (Affen, Fledermäuse, Streifenhörnchen, Vögel, Fische, Eidechsen, Frösche, Mücken etc.) fanden von allein den Weg hierher.
Geometrisch gestaltete Gärten finden sich auch im Zusammenhang mit Grabbauten und sind dort, mit ihren „immergrünen“ Bäumen, Büschen und Rasenflächen, sowie mit ihren vier Wasserkanälen bzw. -becken als irdische Abbilder des den Gläubigen vom Koran in Aussicht gestellten Paradieses zu deuten (Persischer Garten).
| Bedeutende Gärten | Ort            | Land        | Bauzeit           | Auftraggeber                          |
| ----------------- | -------------- | ----------- | ----------------- | ------------------------------------- |
| Ram Bagh          | Agra           | Indien      | ca. 1528–1530     | Babur                                 |
| Bagh-i-Babur      | Kabul          | Afghanistan | ca. 1528–1530     | Babur                                 |
| Wah Bagh          | Kaschmir       | Pakistan    | 17. Jh.           | Akbar I., Shah Jahan                  |
| Char Bagh         | Lahore         | Pakistan    | 17. Jh.           | Jahangir (?)                          |
| Khusrau-Bagh      | Allahabad      | Indien      | ca. 1605          | Jahangir                              |
| Hiran Minar Bagh  | bei Lahore     | Pakistan    | 17. Jh.           | Jahangir, Shah Jahan                  |
| Mehtab Bagh       | Agra           | Indien      | 17. Jh.           | Shah Jahan (?)                        |
| Shalimar Bagh     | Kaschmir       | Indien      | ca. 1619–1630     | Jahangir, Shah Jahan                  |
| Vernag Bagh       | Kaschmir       | Indien      | ca. 1625          | Jahangir                              |
| Nishat Bagh       | Kaschmir       | Indien      | ca. 1632–1633     | Asaf Khan                             |
| Shalimar Bagh     | bei Lahore     | Pakistan    | ca. 1641/2        | Shah Jahan                            |
| Roshanara Bagh    | Delhi          | Indien      | ca. 1650          | Roshanara Begum (Tochter Shah Jahans) |
| Pinjore Bagh      | bei Chandigarh | Indien      | ca. 1690          | Nawab Fidal Khan                      |
| Hazuri Bagh       | Lahore         | Pakistan    | ca. 1813–1814 (?) | Maharaja Ranjit Singh                 |